# Валмореа
Валмореа (итал. Valmorea) је насеље у Италији у округу Комо, региону Ломбардија.
Према процени из 2011. у насељу је живело 2467 становника. Насеље се налази на надморској висини од 409 м.

## Становништво
| 1931. | 1936. | 1951. | 1961. | 1971. | 1981. | 1991. | 2001. | 2011. |
| ----- | ----- | ----- | ----- | ----- | ----- | ----- | ----- | ----- |
| 1.288 | 1.210 | 1.320 | 1.599 | 2.031 | 2.134 | 2.342 | 2.553 | 2.656 |